# 北栄町立北条中学校
北栄町立北条中学校（ほくえいちょうりつ ほうじょうちゅうがっこう）は、鳥取県東伯郡北栄町にある公立中学校。

## 概要
- 校区は、北条小学校の通学区域となっている。

## 沿革
- 1995年（平成7年）4月 - 北条町羽合町泊村中学校組合立北溟中学校（羽合町泊村中学校組合立北溟中学校に改称、後の湯梨浜町立北溟中学校）から分離し、北条町立北条中学校を設置。
- 2005年（平成17年）10月1日 - 北栄町立北条中学校に改称。